# Писнячевский, Дмитрий Петрович
Дмитрий Петрович Писнячевский (укр. Дмитро Петрович Піснячевський; 25 октября (7 ноября) 1903 года — 14 ноября 1968 года) — Родился в Виннице. Политик, чиновник, партийный деятель. Член ВКП(б). Председатель Исполнительного комитета Харьковского областного совета. Депутат Верховного Совета Украинской ССР IV-го созыва. Член ЦК КП Украины.

## Биография
С 1927 года член ВКП(б).
Во время Великой Отечественной войны был в комендантской роте замполитрука. Писнячевского выдвинули на пост начальника полевой автохлебопекарни, так как тыловые службы находились в плохом положении, и он занялся поставкой хлеба. После войны ему вручили медаль «За боевые заслуги».
С 1947 года по 1950 год заведующий Отделом зерновых и масличных культур Харьковского областного управления сельского хозяйства.
С 1950 года начальник Харьковского областного управления сельского хозяйства.
В 1952 году секретарь Ворошиловградского областного комитета КП(б) — КП Украины и секретарь Харьковского областного комитета КП Украины.
С 1954 года по январь 1963 года председатель Исполнительного комитета Харьковского областного Совета.
С 26 марта 1954 года по 17 января 1956 года кандидат в члены ЦК КП Украины.
C 1955 года по 1959 год депутат Верховного Совета Украинской ССР IV-го созыва.
С 21 января 1956 года по 14 ноября 1968 года член ЦК КП Украины.
С января 1963 года по декабрь 1964 года председатель Исполнительного комитета Харьковского сельского областного Совета.
С декабря 1964 года по 14 октября 1968 года председатель Исполнительного комитета Харьковского областного Совета.

## Награды
После войны получил медаль «За боевые заслуги». В 1963 году получил орден Трудового Красного Знамени.

## История
В исключительно трудных условиях оказались службы тылового обеспечения. Их пришлось воссоздавать заново. Безотлагательно встал вопрос об обеспечении частей дивизии печеным хлебом. На должность начальника полевой автохлебопекарни был смело выдвинут из комендантской роты замполитрука Д. П. Писнячевский. В довоенные годы, до призыва в армию коммунист Д. П. Писнячевский имел большой опыт хозяйственной работы. В этом выборе командование не ошиблось. Он с честью оправдал доверие, обеспечил в трудных условиях личный состав дивизии печеным хлебом. Впоследствии Д. П. Писнячевскому было присвоено офицерское звание, он награждён медалью «За боевые заслуги» (ЦАМО. Ф.1455/196 сд./, оп. 2, д. 2, п.2). Дмитрий Петрович Писнячевский в послевоенные годы избирался председателем Харьковского областного Совета, заместителем председателя Президиума Верховного Совета Украины.